# Chicago
 For alternative betydninger, se Chicago (flertydig). (Se også artikler, som begynder med Chicago)
Chicago er den tredjestørste by i USA efter New York City og Los Angeles. Med sine 2,7 millioner indbyggere er det den mest folkerige by i staten Illinois og i Midtvesten. Dens storbyområde, undertiden kaldet Chicagoland er hjemsted for 9,5 millioner mennesker. 
Byen har mange kælenavne, som afspejler de indtryk og meninger om det historiske og nutidige Chicago. De mest kendte kælenavne er "Second City" og "Windy City".
Chicago blev stiftet som by i 1837 og oplevede en hurtig vækst i midten af det nittende århundrede. Siden 1950'erne er væksten især foregået i de enorme forstadsområder, dels i takt med bilismens hastige udvikling og muligheden for længere pendlingsafstande, dels på grund af virksomhedernes nyere lokalisering i industriparker langs motorveje og ved lufthavne; heriblandt det integrerede kompleks mod NV nær en af verdens mest trafikerede lufthavne, O'Hare International Airport. Selve byen, The Central City, har trods lukning af mange fabrikker, heriblandt store slagterier, bevaret en betydelig industrisektor, og byen er i dag et internationalt knudepunkt for finans, handel, forskning, teknologi, telekommunikation og transport samt uddannelse.
Chicago er kendt for sine kolde vintre og lune somre, jazz, blues og arkitektur. Byen rummer et vidtspændende kultur- og forlystelsesliv med mange museer, teatre, sportsarenaer, konferencecentre, kunstsamlinger og koncertsale samt et rigt og spændende natteliv.
Tidligere var Chicago mest kendt for de legendariske gangsteropgør i 1920'erne og 1930'erne med Al Capone i centrum. Kriminaliteten i Chicagos mest fattige områder i den sydlige og vestlige del af byen er dog stigende, og byen har de seneste år haft en meget høj mordrate.

## Historie
Byen blev grundlagt den 12. august 1833 af 350 indbyggere. I løbet af syv år var indbyggertallet vokset til 4.000 på grund af tilflyttere fra New England og andre områder i det østlige USA. Den 4. marts 1837 fik byen sin egen administration, da den af staten Illinois tildeltes status som by. Dermed begyndte det næste trin i det, der ville blive en kraftig, tidlig vækst. Mange faktorer var medvirkende til denne vækst, men i begyndelsen blev især Chicagos geografiske nærhed i et ekspanderende land fremhævet. Byen var den logiske transportforbindelse mellem det østlige og vestlige USA ved hjælp af De Store søer og flodsystemerne, og efter 1850 også jernbanerne. 
Med åbningen af kanalen Illinois and Michigan Canal i 1848 blev skibsfart fra De Store søer gennem Chicago til Mississippifloden mulig. Den første jernbaneforbindelse til Chicago, Galena and Chicago Union Railroad, blev fuldført samme år. Disse projekter gav forudanelser om Chicagos senere udvikling til hele USA's transportknudepunkt.

### Den store brand i Chicago
Det meste af Chicago brændte i 1871 i "The Great Chicago Fire". På det tidspunkt var der ca. 300.000 indbyggere i byen. I alt var over 17.000 bygninger gået tabt, og i centrum var der kun ganske få opførelser, der overlevede. En tredjedel af indbyggerne var desuden blevet hjemløse, mens omkring 300 døde som følge af branden.
Et stort genopbygningsarbejde blev igangsat, og allerede få uger efter branden begyndte de første nye bygninger at blive rejst. De store ødelagte områder og et bevidst valg af andre materialer end træ muliggjorde en udnyttelse af pladsen i højden i højere grad end tidligere. Chicago blev derfor stedet, der skød USA's skyskraberæra i gang. Innovative byggemetoder blev taget i anvendelse som svar på den bløde og sumpede undergrund ved Lake Michigan. Stålskeletter var svaret, og i 1885 stod verdens første moderne skyskraber således færdig; det var den ni etager og 55 meter høje Home Insurance Building.
Stålskeletter blev også brugt til at sikre bedre trafik i byen få år senere. Den ikoniske bybane, the L, åbnede i 1892 og har siden da optrådt som kulisse i et hav af film. I den hastigt voksende by blev banen opført som broer over det eksisterende gadenet, hvilket gav den ønskede fremkommelighed. Nybyggerierne skulle opføres i en fart i den fremstormende by, som med den gode beliggenhed, handel, produktion og logistik blot blev ved med at tiltrække europæiske immigranter og folk fra USA's østlige stater. Fra branden i 1871 til år 1900 voksede indbyggertallet fra 300.000 til 1.700.000.

### Det 20. århundrede
Chicagos nærmest konstante vækst resulterede i den første større, overordnede byplan i 1909. Planen hed The 1909 Chicago Plan, men grundet de mange tiltænkte boulevarder og parker blev den også kendt som tankerne til Præriens Paris/Paris on the Prairie. Med byplanen udviklede byen sig fra et hurtigvoksende, stort nybyggersamfund til en planlagt og hastigt voksende, moderne storby. Resultaterne af planen er blandt andet byens centrale parker og den 1.010 meter lange mole, Navy Pier.
Med flere indbyggere og stadig større økonomisk betydning, var de centrale områder i Chicago steget dramatisk i værdi i slutningen af 1800-tallet. Væksten førte hele tiden nye byggeønsker med sig i centrum, og løsningen var højere og højere bygninger. Med de mange nye indbyggere bredte byen sig naturligvis også, og forstad efter forstad blev etableret i disse årtier, hvor folk fra store dele af Europa og sorte fra det sydlige USA var blandt dem, der etablerede sig i etniske kvarterer som mange andre steder i landet. 1. Verdenskrig gik i gang i Europa, og senere kom Forbudstiden. Begivenheder, der smittede af på Chicago, der i 1920'erne blev hjemsted for syndikater og andre, der fandt en lukrativ forretning i at smugle spiritus fra Canada. Blandt de mest kendte ledere var Al Capone og Frank Nitti, og gennem årene var der løbende træfninger mellem de rivaliserende grupper. 
Allerede i 1920 var Chicago kendt som forbrydernes hovedstad, et sted hvor mord og bombeattentater forekom hyppigt og forbuddet ikke havde just en positiv indflydelse på denne tilstand. Den organiserede kriminalitet steg til voldsomme proportioner og profiterede på spritsmugling og bordeller, der tilmed købte beskyttelse hos korrupte politikere og politibetjente.
Lake Michigan — byens primære kilde til ferskvand — var allerede stærkt forurenet på grund af industrier i hurtig vækst i og omkring Chicago, hvorfor en ny måde at fremskaffe vand på var nødvendig. Byen påbegyndte et stort projekt med at grave tunneler under Lake Michigan til nyopførte vandindvindingsanlæg.  Vandindvindingsanlæggene var placeret tre kilometer ude i søen, men de kunne ikke levere tilstrækkeligt med rent vand, fordi forårsregnvejr førte forurenet vand fra Chicago-floden ned i dem.  I år 1900 blev problemet løst ved at vende flodens strømretning ved etableringen af Chicago Sanitary and Ship Canal som førte til Illinois-floden.
Den 2. december 1942 fandt verdens første kontrollerede kernereaktion sted på University of Chicago, som del af det tophemmelige Manhattan Project.

## Berømte bygninger
I Chicago findes mange meget høje skyskrabere, som f.eks. John Hancock Center og Willis Tower (tidligere Sears Tower). 
USA's største kongrescenter McCormick Place er ligeledes placeret i Chicago.
I 2007 påbegyndtes konstruktionen af af skyskraberen Chicago Spire, designet af den spanske arkitekt Santiago Calatrava. Bygningen ville med sin planlagte højde på 610 meter blive verdens næsthøjeste bygning, men allerede i oktober 2008 blev byggeriet indstillet på grund af finanskrisen.

## Medier i Chicago
Chicago har en rig mediakultur som det tredjestørste mediamarked i USA. Hver af de 'Fire Store' TV-stationer har stationer i Chicago. WGN-TV, som er ejet af Tribune Company, udsendes under navnet "WGN America" på kabel-tv til resten af USA. Oprah Winfreys produktionsfirma, 'Harpo Studios' og Jerry Springers program befinder sig også i Chicago.
To dagblade, Chicago Tribune og Chicago Sun-Times, udgives i Chicago. Chicago Tribune, som er grundlagt i 1847, ejes af Tribune Company og læses dagligt af 440.000 personer i byen. Chicago Sun-Times læses dagligt af 470.000.
Chicago har flere regional- og specialaviser. Avisen Chicago Reader skriver bl.a. om politiets misbrug af magt i 1990'erne og har haft en betydelig indflydelse på kulturen i Chicago. En anden avis, The Chicago Defender, som er den største og mest indflydelsesrige avis ejet af sorte i USA, har haft en historisk indflydelse på demografien i Nordstaterne ved at opfordre sorte til at forlade Sydstaterne og flytte nordpå.
Siden 1980'erne er mange film blevet optaget i byen, bl.a. The Blues Brothers, En vild pjækkedag, Alene hjemme, Flygtningen, I, Robot, Wanted, Batman Begins, The Dark Knight, Transformers: Dark of the Moon og Transformers: Age of Extinction.

## Erhvervsliv
Børsen i Chicago er den tredjestørste i USA og den største udenfor New York.

## Chicagos cuisine
Byen er kendt for forskellige populære kulinariske retter, især deep-dish pizza, Chicago Dog (hotdog) og den italienske oksekødssandwich.
Chicagos særlige hotdog siges at være et resultat af byens multikulturelle arv med både jødiske og vesteuropæiske rødder. Chicagos version består af en oksekødspølse, toppet med sennep, pickles, sellerisalt, frisk tomat, hakkede løg og stærke syltede peberfrugter. Brødet er blødt med birkesfrø.
Der er flere udpræget Chicago sandwich, blandt dem den italienske oksekødssandwich, som er i tynde skiver med oksekød og au jus, der bliver serveret på en italiensk brød med peberfrugter eller krydret giardiniera.